# Сеака (Горж)
Сеака (рум. Seaca) насеље је у Румунији у округу Горж у општини Логрешти. Oпштина се налази на надморској висини од 315 m.

## Становништво
Према подацима из 2002. године у насељу је живело 408 становника, од којих су сви румунске националности.